# Acuapins
Acuapim  ou acuapém (em acuapim: Akuapem, Akwapem, Akuapim ou Akwapim) é um dos povos acãs da Costa da Guiné que vive na Região Oriental do Gana. É uma das maiores subdivisões dos acãs, e sua população excede 450 000 indivíduos.